# ガオモン
ガオモンはデジタルモンスターシリーズに登場する架空の生命体・デジタルモンスターの一種。

## 概要
携帯機では『デジヴァイスiC』で初登場。漫画『デジモンネクスト』とアニメ『デジモンセイバーズ』両作品の登場人物になっている。
これまでアグモンおよびグレイモン系列のデジモンと対になっていたのはガブモンおよびガルルモン系列のデジモンであったが、ガブモンの設定上・外見上の複雑さを排除し、黄の補色の青をベースにすることでアグモンとより分かりやすい対比を作り出している。アニメ終了後も携帯機『デジモンツイン』でアグモンと共に登場しており、獣系の成長期の代表としての地位を確立しつつあるが、同作品にはガブモンも登場しており、根強い人気をうかがわせる。

## 種族としてのガオモン
鋭い爪を生やしたガジモン系の亜種と考えられている獣型デジモンで、素早さを生かした俊敏な動きでヒットアンドウェイの攻撃を得する格闘戦を得意とする。なお、両手にグローブを装着しているのは生えかけている爪が成長するまで保護しているらしい。

### 基本データ
- 世代/成長期
- タイプ/獣型
- 属性/データ
- 必殺技/ローリングアッパー、ダブルバックハンド
- 得意技/ガオラッシュ
- 勢力/ネイチャースピリッツ

得意技
ガオラッシュ
素早く動いて高速連打パンチを放つ。
必殺技
ローリングアッパー
強靭な脚力を生かし、敵の懐に転がり込んで放つ。
ダブルバックハンド
体を回転しながら放つ。

### 亜種・関連種・その他
- ガジモン

## 登場人物としてのガオモン

### 漫画

#### デジモンネクスト
乾ユウのパートナーデジモン。常にユウを思って行動し、そのために強敵に立ち向かうことも犯罪に手を染めることも厭わない。戦闘面では争いを嫌い、デジソウルをコントロールできないユウによって不完全・暴発的な進化になることが多いが知恵と機転を利かせ切り抜けている。出会った経緯もあってツルギのアグモンとはそりが合わない部分もあるが、お互いを「トカゲ」・「イヌ」と呼び合い、良きライバルになっている。

### アニメ

#### デジモンセイバーズ
声優は中井和哉（日本語版）。トーマ・H・ノルシュタインのパートナーデジモン。DATSに所属するデジモンの中でも実力はトップレベル。一人称は「私」。テイマーの指示に忠実でトーマのことを「マスター」と呼んでいる。
- ガオモン→ガオガモン→マッハガオガモン→ミラージュガオガモン→ミラージュガオガモン バーストモード